# Wojewódzki Sztab Wojskowy w Białymstoku

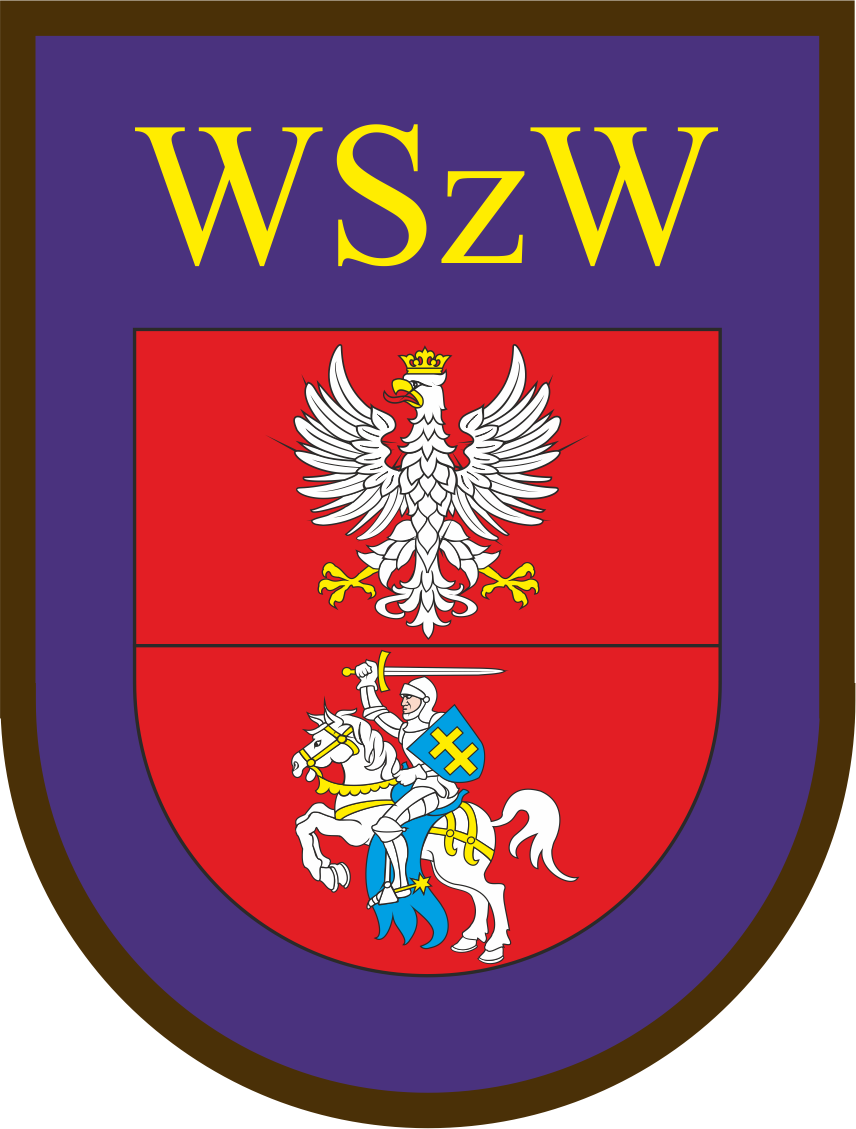
Oznaka rozpoznawcza Wojewódzkiego Sztabu Wojskowego w Białymstoku – od 2018 r.

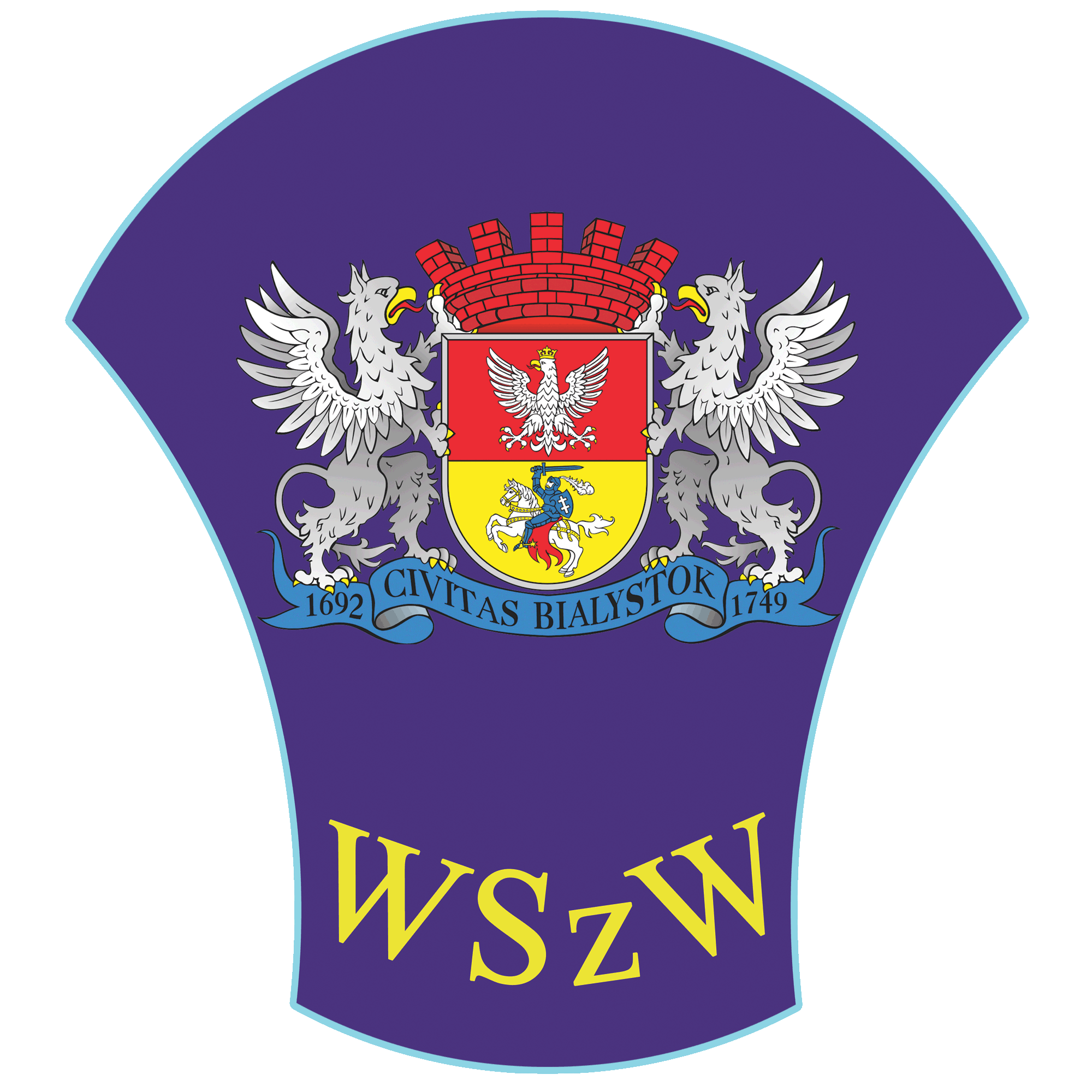
Odznaka pamiątkowa Wojewódzkiego Sztabu Wojskowego w Białymstoku

Wojewódzki Sztab Wojskowy w Białymstoku im. gen. bryg. Ludwika Kmicic-Skrzyńskiego – były terenowy organ Ministra Obrony Narodowej w sprawach operacyjno-obronnych i administracji wojskowej, z siedzibą w Białymstoku przy ul. Kawaleryjska 70/3. Na mocy art. 777 ustawy z dnia 11 marca 2022 r. o obronie Ojczyzny został przekształcony w Centralne Wojskowe Centrum Rekrutacji.

## Zadania Wojewódzkiego Sztabu Wojskowego w Białymstoku[3]
Do głównych zadań Szefa Wojewódzkiego Sztabu Wojskowego w Białymstoku należało:
- wykonywanie czynności jako organu wyższego stopnia, w rozumieniu przepisów ustawy z dnia 14 czerwca 1960 r. – Kodeks postępowania administracyjnego, w stosunku do wojskowych komendantów uzupełnień;
- zapewnienie operacyjnego i mobilizacyjnego rozwinięcia jednostek wojskowych;
- koordynacja rozwijania i użycia oddziałów i pododdziałów wojskowych na potrzeby zwalczania klęsk żywiołowych i likwidacji ich skutków, ochrony mienia, akcji poszukiwawczych oraz ratowania lub ochrony zdrowia i życia ludzkiego;
- gromadzenie informacji na potrzeby realizacji przedsięwzięć wykonywanych w ramach obowiązków państwa – gospodarza oraz planowania użycia przydzielonych sił i środków do wsparcia wojsk sojuszniczych;
- zapewnienie uzupełnienia potrzeb osobowych jednostek wojskowych oraz innych jednostek wykonujących zadania na rzecz obronności lub bezpieczeństwa państwa;
- koordynacja czynności realizowanych w ramach gromadzenia zasobów osobowych na potrzeby Narodowych Sił Rezerwowych;
- udział w realizacji zadań z zakresu zarządzania kryzysowego w województwie;
- koordynacja przedsięwzięć prowadzonych w ramach pomocy w zakresie aktywizacji zawodowej żołnierzy i osób zwolnionych z czynnej służby wojskowej oraz członków ich rodzin (rekonwersja);
- planowanie wykorzystania sił układu pozamilitarnego na potrzeby obronne;
- administrowanie rezerwami osobowymi i świadczeniami na rzecz obrony;
- udział w planowaniu przestrzennego zagospodarowania, ze względu na potrzeby obronności i bezpieczeństwa państwa;
- współpraca z innymi organami i podmiotami w sprawach związanych z obronnością państwa.

Realizując zadania ustawowe Szef Wojewódzkiego Sztabu Wojskowego w Białymstoku współpracował z wojewodą podlaskim, organami administracji samorządowej, podmiotami gospodarczymi i innymi jednostkami organizacyjnymi województwa oraz współpracował z dowódcami jednostek wojskowych i pozamilitarnymi ogniwami obronnymi w zakresie operacyjnego przygotowania terenu oraz wykorzystania infrastruktury wojskowej i cywilnej województwa.

## Tradycje

### II Rzeczpospolita
Historia administracji wojskowej na Podlasiu sięga początków odrodzonego w 1918 r. państwa polskiego. Dnia 17 lutego 1919 r. przybył do Białegostoku płk Stanisław Dziewulski pierwszy polski komendant miasta. W Białymstoku rozpoczęto organizować okręg wojskowy na czele z gen. Wacławem Iwaszkiewiczem. Utworzone wówczas służby wojskowe istnieją do dziś, chociaż na przestrzeni lat nadawano im różne nazwy. W czasach II Rzeczypospolitej Podlasie pozostawało ważnym obszarem w systemie obrony państwa.

### Wojskowa Komenda Wojewódzka 1952-1965
Po wyzwoleniu z okupacji niemieckiej w latach 1944–1949 na terenie województwa białostockiego utworzono Rejonowe Komendy Uzupełnień w Augustowie, Białymstoku i Bielsku Podlaskim. W 1949 powołano Wojskową Komendę Wojewódzką w Olsztynie, obejmującą swoim zasięgiem województwo białostockie. W terenie utworzono 13 wojskowych komend uzupełnień.
Wojskową Komendę Wojewódzką w Białymstoku utworzono w 1952 r. Istniała do 1965 r. Jej komendantami byli:
- mjr Henryk Bytton (1952-1956);
- mjr Czesław Drozdowski (1956-1957);
- płk Wincenty Klupiński (1957-1958);
- kmdr. por. Stefan Pawlik (1958-1959);
- ppłk Karol Andrzejewski (1960-1964);
- płk Feliks Rudnicki (1964-65).

### Wojewódzki Sztab Wojskowy1963-1996
W 1963 r. powstał w Białymstoku Wojewódzki Sztab Wojskowy (WSzW).
Szefem WSzW do 1975 r. był płk dypl. Zbigniew Kotowski. WSzW podlegał Miejski Sztab Wojskowy (MSzW) w Białymstoku, 12 Powiatowych Sztabów Wojskowych (PSzW) oraz pułk Obrony Terytorialnej (pOT) w Ełku. Po reformie administracji w 1975 r. Szefami WSzW byli:
- płk dypl. Leon Siemiończyk (1975-1985);
- ppłk Artur Mucha (cz.p.o 1985-1986);
- płk dypl. Stanisław Iwański (1986-1991);
- gen. bryg. pilot Michał Polech (1991);
- płk dypl. Stanisław Bryndza (1991-1996).

W terenie powołano Wojskowe Komendy Uzupełnień (WKU) w Białymstoku, Bielsku Podlaskim i Sokółce. WKU w Sokółce rozwiązano w 1994 r.

### Po reformie w 1996
1 lipca 1996, wyprzedzając reformę administracji państwowej, utworzono Regionalny Sztab Wojskowy Białystok (RSzW) obejmujący swoim zasięgiem obszary WSzW Łomża i Suwałki oraz WKU: Białystok, Bielsk Podlaski, Ełk, Giżycko, Łomża, Suwałki, Zambrów.
Następnie Wojewódzki Sztab Wojskowy w Białymstoku oraz podległe Wojskowe Komendy Uzupełnień, funkcjonowały na podstawie rozporządzenia Ministra Obrony Narodowej z dnia 7 grudnia 1998 r. w sprawie utworzenia oraz ustalenia siedzib i terytorialnego zasięgu działania wojewódzkich sztabów wojskowych i wojskowych komend uzupełnień. Minister w swoim rozporządzeniu utworzył 16 wojewódzkich sztabów wojskowych oraz ustalił ich siedziby i terytorialny zasięg działania. Na jego mocy w województwie podlaskim powstał Wojewódzki Sztab Wojskowy w Białymstoku, któremu podporządkowano pięć wojskowych komend uzupełnień.
Szefami RSzW, a następnie WSzW Białystok byli kolejno:
- płk dypl. Stanisław Bryndza (1996);
- płk dypl. Eugeniusz Nikulin (cz.p.o X. 1996 – VII. 1997);
- płk dypl. Stanisław Bryndza (VII. 1997 – 2002);
- płk dypl. Stanisław Kulesza (2002 – VI. 2006);
- płk Roman Alijewicz (VI. 2006 – XII. 2010);
- płk Ireneusz Prokocki (XII. 2010 – I. 2013);
- płk Sławomir Kołodziejski (II 2013 – IV 2015);
- płk mgr. inż. Jan Górniak (V 2015 – III 2017);
- płk dr inż. Zbigniew Redziak (IV 2017 – XII 2019);
- ppłk mgr inż. Piotr Pieczur (I-II 2020);
- płk Robert Putrzyński (III-VI 2020);
- płk dr Grzegorz Konopko (2020 – 2022)[4].

## Podległe Wojskowe Komendy Uzupełnień

### Wojskowa Komenda Uzupełnień w Białymstoku
Powiatowa Komenda Uzupełnień Białystok została ustanowiona z dniem 24 czerwca 1919 r. Rozkazem Ministra Spraw Wojskowych opublikowanym w Dzienniku Rozkazów Wojskowych nr 72 z dnia 3 lipca 1919 r. PKU obejmowała swym zasięgiem powiat białostocki, bielski i sokólski. Głównym jej zadaniem było uzupełnienie 42. Pułku Piechoty stacjonującego w Białymstoku. Pierwszym komendantem był ppłk Ignacy Czajewski. W 1938 r. zmieniono nazwę z Powiatowej Komendy Uzupełnień na Komendę Rejonów Uzupełnień. Komendantem w tym okresie był ppłk Zygmunt Szafrankowski, z którego inicjatywy powstało dowództwo obrony Białegostoku.
W sierpniu 1944 r. utworzona została Rejonowa Komenda Uzupełnień w Białymstoku. Komendantem RKU został – ppor. Sęk-Sękowski. Zasięg Rejonowej Komendy Uzupełnień obejmował miasto Białystok, powiat białostocki i sokólski oraz Mońki, Dąbrowę Białostocką aż po linię frontu, który tworzył się nad rzekami Biebrzą i Narwią.
W lipcu 1945 r. nastąpiła reorganizacja RKU, która została przemianowana na Wojskową Komendę Rejonową.
28 lutego 1967 r. powołany został do życia Miejski Sztab Wojskowy, w skład którego wchodziło WRK Białystok-Miasto i wydział operacyjno-szkoleniowy OPBMar, którego zadaniem było przygotowanie obrony terytorialnej miasta Białegostoku. Szefem MSzW był ppłk Edward Korolczuk. Do zadań MSzW należało, oprócz dotychczasowych zadań wykonywanych przez WKR, organizowanie obrony administrowanego terenu z jednoczesnym koordynowaniem szkolenia obywateli z zakresu powszechnej samoobrony na wypadek konfliktu zbrojnego.
Na podstawie zarządzenia Szefa Sztabu Generalnego z dnia 31 maja 1975 r. oraz zarządzenia Szefa Sztabu WOW z dnia 4 czerwca 1975 r. Miejski Sztab Wojskowy Białystok został z dniem 1 lipca 1975 r. przeformowany na Wojskową Komendę Uzupełnień Białystok.
W 2004 r. WKU Białystok zmieniła nazwę na Wojskową Komendę Uzupełnień w Białymstoku.
Terytorialny zasięg działania Wojskowej Komendy Uzupełnień w Białymstoku obejmował miasta i gminy powiatów: białostockiego, monieckiego i sokólskiego oraz miasto Białystok.

### Wojskowa Komenda Uzupełnień w Bielsku Podlaskim
Powiatowa Komenda Uzupełnień Bielsk powstała po utworzeniu Okręgu Korpusu Nr IX ze sztabem w Brześciu na mocy uchwały Rady Ministrów II RP z dnia 9 grudnia 1920 r. Decyzją gen. Sosnowskiego, utworzono 5 lipca 1921 r. Okręg Korpusu Nr IX ze sztabem w Brześciu, rozlokowany na terenie województw Poleskiego, Nowogródzkiego, Lubelskiego i Białostockiego z powiatem Bielskim w składzie. PKU w Bielsku Podlaskim administrowała obszarem składającym się z dziewięciu miast i 19 gmin, zamieszkiwało go ok. 130 tys. mieszkańców. Pierwszym Komendantem PKU Bielsk Podlaski był płk piech. Fabian Kobordo.
W 1928 r. Minister Spraw Wojskowych zmienił nazwę PKU Bielsk na PKU Bielsk Podlaski. PKU Bielsk Podlaski podlegała Dowództwu Okręgu Korpusu Nr IX i administrowała powiatem bielskim.
W 1938 r. dotychczasowa PKU Bielsk Podlaski została przemianowana na Komendę Rejonu Uzupełnień Bielsk Podlaski. Komendant Rejonu Uzupełnień podlegał bezpośrednio dowódcy Okręgu Korpusu Nr IX. Rejon uzupełnień nie uległ zmianie i nadal obejmował powiat bielski.
W 1944 r. Naczelny Dowódca WP wydał rozkaz powołujący na wyzwolonych terenach Polski 17 Rejonowych Komend Uzupełnień. Powołana RKU w Bielsku Podlaskim obejmowała swoim zasięgiem powiat Bielsk Podlaski i powiat Wysokie Mazowieckie. Pierwszym Komendantem RKU Bielsk Podlaski został ppor. Stanisław Blicharski.
W 1950 r. zmieniona została dotychczasowa nazwa RKU na WKR – Wojskowa Komenda Rejonowa. W 1966 r., na podstawie zarządzenia organizacyjnego WSzW Białystok i Zarządzenia Szefa Sztabu Warszawskiego Okręgu Wojskowego, rozformowano istniejącą Wojskową Komendę Rejonową Bielsk Podlaski i włączono w nowo powstały Powiatowy Sztab Wojskowy Bielsk Podlaski.
W 1975 r. zgodnie z zarządzeniem Ministra Obrony Narodowej oraz zarządzeniem Szefa Sztabu WOW, PSzW w Bielsku Podlaskim został rozformowany. Nowo sformowana Wojskowa Komenda Uzupełnień z dniem 1 sierpnia 1975 r.  rozpoczęła pracę w nowej strukturze organizacyjnej obejmując swoim zasięgiem teren byłych powiatów Hajnówki, Siemiatycz i Bielska Podlaskiego.
Terytorialny zasięg działania Wojskowej Komendy Uzupełnień w Bielsku Podlaskim obejmował miasta i gminy powiatów: bielskiego, hajnowskiego, siemiatyckiego oraz wysokomazowieckiego.

### Wojskowa Komenda Uzupełnień w Łomży
Historia Wojskowej Komendy Uzupełnień w Łomży sięga 1918 r., kiedy to opublikowany został Rozkaz Ministerstwa Spraw Wojskowych o organizacji władz zaciągowych, którym powołano min. Powiatową Komendę Uzupełnień w Łomży stanowiącą władzę zaciągową pierwszej instancji. Pierwszym Komendantem PKU w Łomży został w 1919 r. płk Stanisław Czajewski.
1 lipca 1938 r. weszła w życie nowa organizacja służby poborowej, zgodnie z którą dotychczasowa PKU Łomża została przemianowana na Komendę Rejonu Uzupełnień Łomża. Jej podstawowym zadaniem od marca 1939 r. było przeprowadzenie częściowej, skrytej mobilizacji oddziałów wojskowych, a od końca sierpnia 1939 r. mobilizacji powszechnej. Komendantem Rejonu Uzupełnień w Łomży został mjr Paweł Hajduk.
W 1945 r. została sformowana Rejonowa Komenda Uzupełnień (RKU) w Łomży obejmująca swoim zasięgiem terytorialnym obszar Łomży, Kolna, Zambrowa, Łap i Wysokiego Mazowieckiego. Pierwszym komendantem RKU został kpt. Bolesław Stankiewicz. W 1964 r. na bazie istniejącej Wojskowej Komendy Rejonowej utworzono Powiatowy Sztab Wojskowy w Łomży, którego pierwszym szefem został mjr Alfred Borysewicz.
W 1975 r. rozformowano Powiatowy Sztab Wojskowy w Łomży, a w jego miejsce utworzono Wojskową Komendę Uzupełnień w Łomży. Obowiązki szefa Powiatowego Sztabu Wojskowego przekazano Komendantowi Wojskowej Komendy Uzupełnień w Łomży ppłk Stanisławowi Sosnowskiemu.
Terytorialny zasięg działania Wojskowej Komendy Uzupełnień w Łomży obejmował miasta i gminy powiatów: łomżyńskiego, grodzkiego, kolneńskiego, grajewskiego i zambrowskiego.

### Wojskowa Komenda Uzupełnień w Suwałkach
W Dzienniku Rozkazów Wojskowych nr 72 z dnia 3 lipca 1919 r. opublikowano Rozkaz Ministra Spraw Wojskowych o ustanowieniu z dniem 24 czerwca 1919 r. Powiatowej Komendy Uzupełnień Suwałki. PKU Suwałki, z tymczasową siedzibą w Grodnie obejmowała swoim zasięgiem powiaty: suwalski, sejneński i augustowski. Podporządkowana została Dowództwu Okręgu Generalnego Warszawa.
Historia WKU w Suwałkach, po II wojnie światowej rozpoczyna się w 1944 r., kiedy po wyzwoleniu Suwalszczyzny spod okupacji hitlerowskiej, Rozkazem Naczelnego Dowódcy WP gen. Michała Roli-Żymierskiego z dnia 9 listopada 1944 r. powołano Rejonową Komendę Augustów z siedzibą w Lipsku. Dnia 29 października 1944 r. obsada RKU Augustów przybyła z Białegostoku do Lipska. Nazwę RKU Augustów zamieniono na RKU Suwałki.
W maju 1950 r. przemianowano Rejonową Komendę Uzupełnień (RKU) na Wojskową Komendę Rejonową (WKR). Na podstawie zarządzenia Ministra Obrony Narodowej z dnia 3 listopada 1959 r., Wojskowej Komendzie Rejonowej Suwałki, podporządkowanej WKW Białystok, przydzielono do administracji powiaty: augustowski, sejneński i suwalski.
W dniu 16 grudnia 1974 r. ukazało się zarządzenie Ministra Obrony Narodowej w sprawie terytorialnego zasięgu działania sztabów wojskowych. Określono w nim, że z dniem 1 stycznia 1975 r. dotychczasowa WKR Suwałki nazywać się będzie Powiatowym Sztabem Wojskowym Suwałki. PSW Suwałki z siedzibą w Suwałkach, podporządkowany został Wojewódzkiemu Sztabowi Wojskowemu Białystok i administrował na obszarze powiatów suwalskiego, augustowskiego i sejneńskiego.
W oparciu o rozporządzenia Ministra Obrony Narodowej, w czerwcu 1975 r. PSW Suwałki przejęło od PSW Ełk powiat augustowski.
Terytorialny zasięg działania Wojskowej Komendy Uzupełnień w Suwałkach obejmował miasta i gminy powiatów: suwalskiego, augustowskiego, sejneńskiego i miasto Suwałki.